# Инкская жаба
И́нкская жа́ба (лат. Rhinella inca) — земноводное из рода Rhinella семейства жабы (Bufonidae). Обитает на юге Перу, на высоте 900—1 900 метров над уровнем моря. Естественные места обитания — горные первичные или вторичные тропические леса, а также на краю сельскохозяйственных районов. Инкские жабы размножаются в медленных потоках и прибрежных канавах. Угрозу для популяции могут составлять обезлесивание и фермерские угодья. Вид охраняется в национальных парках Ману и Bahuaja Sonene.